# Inkixuix
Inkixuix   (segle XXII aC - valor desconegut) o Inkišuš va ser el primer rei conegut de la Dinastia dels Gutis que van governar com a reis de Sumer, segons la Llista de reis sumeris. El seu regnat va durar sis anys. El nom del seu antecessor no es coneix, o potser era Imta', i va ser succeït per Sarlabag.